# Campoplex cingulatus
Campoplex cingulatus là một loài tò vò trong họ Ichneumonidae.